# محمد نعماني
محمد نعماني (من مواليد 21 مايو 1990)، لاعب كرة قدم جزائري محترف يلعب حاليا كمدافع مع نادي مولودية وهران.

## مسيرته الرياضية
بدأ نعماني مسيرته مع أندية جزائرية مختلفة قبل أن ينتقل إلى الفتح في 25 يونيو 2018. ظهر نعماني لأول مرة مع الفتح في مباراة التعادل 0-0 في الدوري السعودي للمحترفين ضد نادي القادسية في 31 أغسطس 2018.

## روابط خارجية
- محمد نعماني على موقع قاعدة بيانات كرة القدم.إي يو (الإنجليزية)
- محمد نعماني على موقع ناشيونال فوتبول تيمز (الإنجليزية)
- محمد نعماني على موقع Soccerway.com (الإنجليزية)